# Karol Marian Pospieszalski

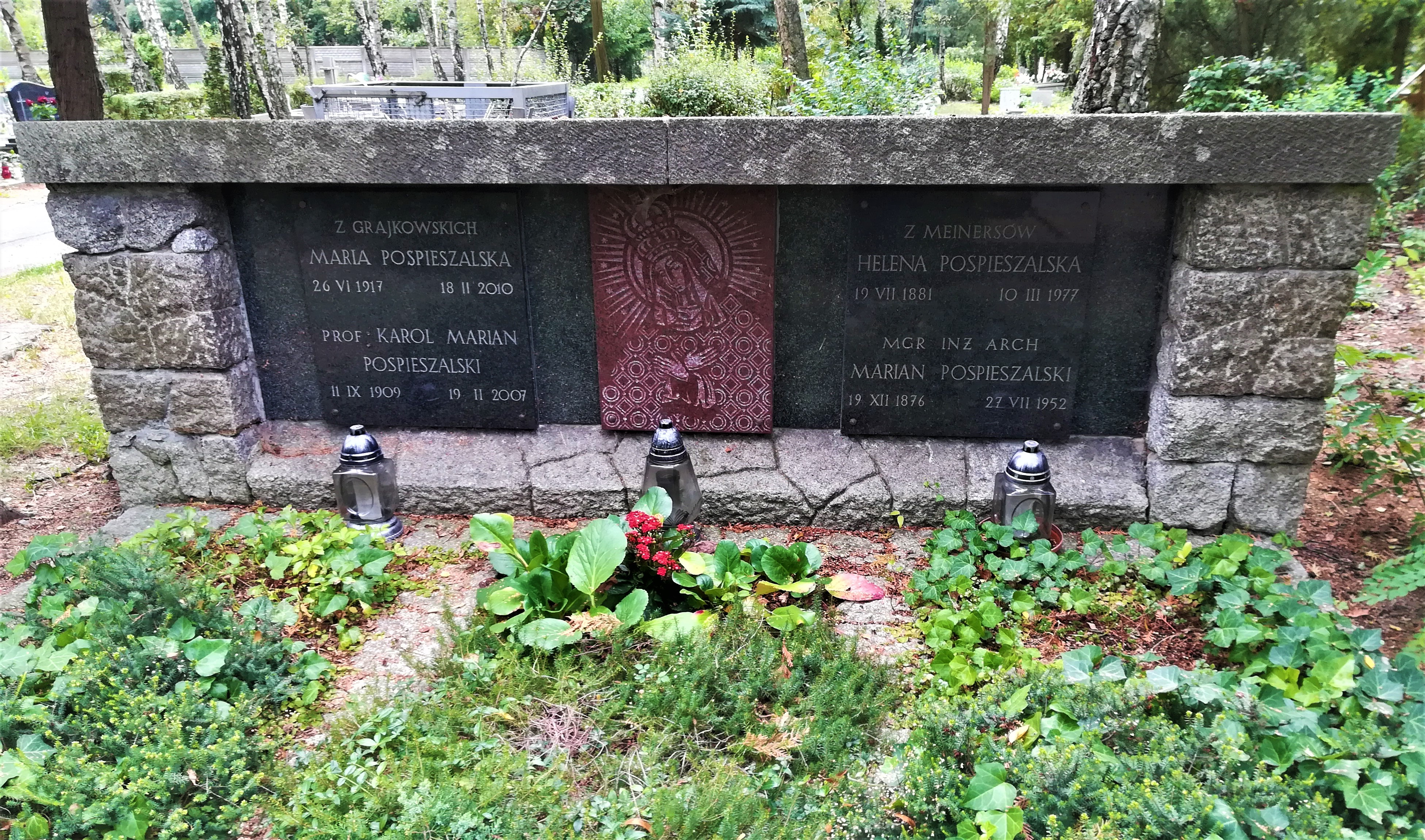
Grób na Cmentarzu Junikowo w Poznaniu

Karol Marian Pospieszalski (ur. 11 września 1909 w Bremie, zm. 19 lutego 2007 w Poznaniu) – polski prawnik i historyk związany z Poznaniem. Profesor UAM. Specjalista od zbrodni niemieckich w czasie II wojny światowej.

## Życiorys
Urodził się w Bremie, potem wraz z rodzicami mieszkał w Berlinie. Po przyjeździe do Polski, ukończył Gimnazjum im. I.J.Paderewskiego w 1927 r., następnie podjął studia na Wydziale Prawno-Ekonomicznym Uniwersytetu Poznańskiego, po jego ukończeniu pracował przed wojną jako asesor sądowy, a potem jako sędzia w Poznaniu.
W listopadzie 1939 wstąpił do tajnej organizacji "Ojczyzna". Po wysiedleniu wraz z rodziną do Częstochowy opracował tajne raporty opisujące status prawny Polaków w III Rzeszy, były to: "Z pierwszej linii frontu" i "Polska pod prawem niemieckim".
Po wojnie rozpoczął pracę na Katedrze Prawa Konstytucyjnego Uniwersytetu Poznańskiego i w Instytucie Zachodnim w Poznaniu. W 1966 r. za nieprzyłączenie się do rozpętanej przez PZPR nagonki na biskupów polskich, którzy byli autorami listu do biskupów niemieckich, został wyrzucony z Instytutu Zachodniego. Mimo że nadal pracował na UAM, nie miał już szans na karierę naukową. W 1957 r. otrzymał tytuł profesora nadzwyczajnego. Był członkiem i pracownikiem Głównej Komisji Badania Zbrodni Hitlerowskich w Polsce, później Głównej Komisji Badania Zbrodni Hitlerowskich przeciwko Narodowi Polskiemu Instytutu Pamięci Narodowej. Należał do Poznańskiego Towarzystwa Przyjaciół Nauk oraz Poznańskiego Klubu Inteligencji Katolickiej.
W 2005 roku otrzymał tytuł Honorowego Obywatela Miasta Poznania. Został pochowany na Cmentarzu Junikowo w Poznaniu.
W 2019 r. nakładem Instytutu Zachodniego ukazał się jego pamiętnik. Zob. K.M. Pospieszalski, "To wszystko przeżyłem...". Wspomnienia, redakcja i opracowanie P. Grzelczak, B. Rudawski, M. Wagińska-Marzec, Poznań 2019, ss. 368.